# Kroki
Kroki (francuski: croquis) je brz i nedovršen crtež živog modela. Obično je gotov za nekoliko minuta nakon čega model promijeni pozu da bi se mogao nacrtati novi kroki. 
Kratko trajanje poze odgovara modelu jer ne mora zadržavati pozu duže vrijeme. To također odgovara umjetnicima zato što im pomaže da se koncentriraju na bitne elemente poze. Uz ovu vrstu crtanja i poziranja, umjetnik jednostavno nema vremena nacrtati sve detalje pa ih nauči ignorirati i koncentrirati se na važne elemente. Kroki je isto tako dobra metoda crtanja subjekata koji neće stajati mirno i pozirati nego će se nastaviti kretati, poput životinja i djece. Kroki tada može biti rabljen kao osnova za drugo umjetničko djelo kao što je slika ili samo može biti umjetničko djelo. 
Riječ croquis dolazi iz francuskog i znači "skica".
U modi se izraz odnosi na brzu skicu figure (obično visoku 9 glava jer je to prihvaćena proporcija za modnu ilustraciju) s tankim crtežom odjeće koja se dizajnira. Često će biti stvoren velik broj krokija za jedan završen izgled koji je potpuno nacrtan i dovršen. 